# Vergeltung (Theaterstück)
Vergeltung ist das einzige Theaterstück von Adele Sandrock und Robert Eysler. Das Schauspiel in vier Aufzügen wurde 1900 als Manuskript gedruckt und bislang nicht aufgeführt. Es handelt von einer Schauspielerin, die von ihrem Geliebten verlassen wird, weil er eine finanziell interessante Ehe eingehen kann, woraufhin ihn die Verlassene erschießt.

## Zeit und Ort der Handlung
Das Stück spielt in Wien, was sich an gelegentlichen geographischen Verweisen und an einer dialektalen Einfärbung mancher Figuren ersehen lässt. Der Handlungszeitraum beläuft sich auf mehrere Wochen.

## Inhalt

### Erster Akt (11 Szenen)
Die Schauspielerin Lia Pleimann – genannt Gialotti – versteht nicht, dass man sich ernsthaft verlieben kann. Sie hat eine Affäre mit einem Rittmeister hinter sich, das ist aber einige Zeit her. Zusammen mit ihrer Mutter (Marie Pleimann) und ihrer Gesellschafterin (Toni Auer) lebt sie in einer Zehn-Zimmer-Wohnung. Während sie unfähig ist, sich um materielle Dinge zu kümmern – die Wohnung ist zu groß, die Schuldner geben sich die Klinke in die Hand – versucht die Mutter die Probleme durch Verkuppeln ihrer Tochter zu lösen. Ein armer Schriftsteller (Emil Mayer), Vater von vier Kindern, kommt ihr ein Stück einreichen, für das er die letzte Hoffnung in der Protektion der Schauspielerin sieht. Sie macht sich über ihn lustig. Ein junger Adeliger lässt sich melden, Alfred, der im k.k. Ministerium des Äußeren arbeitet. Zuerst will Lia ihn nicht vorlassen, verliebt sie sich jedoch sofort in ihn, als sie ihn sieht.

### Zweiter Akt (14 Szenen)
Lia und Alfred sind nunmehr ein Paar. Die Mutter passt Alfred ab und versucht ihn dazu zu bringen, ihre Tochter zu heiraten. Alfred wiegelt ab, eine Nebenbemerkung macht deutlich, dass er es auch nicht vorhat und dass seine Mutter eine nicht gemäße Verbindung nie zulassen würde. Mayer taucht nochmals auf, doch Lia hat das Stück nicht gelesen. Als Baurat Berger kommt, die Miete einzutreiben, ist Alfred das sichtlich unangenehm und Lia erlaubt ihm, sich in ihrem Schlafzimmer zu verstecken. Berger bietet an, auf die ausstehende Miete zu verzichten, wenn Lia auf seinen Abendgesellschaften erscheint. Die Mutter versucht sie dazu zu bewegen, aber Lia will sich nicht so demütigen. Sie lässt im Theater krankheitsbedingt Absagen. Von Alfred erfährt sie, dass dieser mit der Tochter Bergers liiert war, er schwört aber, dass es nunmehr vorbei sei.

### Dritter Akt (18 Szenen)
Bei Bergers ist Abendgesellschaft, bei der die Verlobung von Alfred und Stefanie bekannt gegeben werden soll. Berger wird als Knauser geschildert, seine Tochter als dominant: Sie weiß, dass Alfred schwach ist, aber umso besser hofft sie ihn steuern zu können. Alfred kommt mit seiner Mutter, die ihn im Stiegenhaus einweiht, dass die Verlobung gefeiert würde. Er weigert sich, fügt sich jedoch letztlich. Lia kommt ebenfalls, erfährt vom gleichermaßen anwesenden Rittmeister was los ist, wirft sich vor Alfred auf den Boden und versucht ihn erfolglos zurückzugewinnen.

### Vierter Akt (10 Szenen)
Lia ist am Boden zerstört. Sie erhält einen Brief vom Theater, der ihre Kündigung ob ihrer vielen kurzfristigen krankheitsbedingten Absagen enthält. Sie erhält einen Brief von Alfred, der ihr in distanziertem Ton die Beziehung aufkündigt, wobei auch ihr Benehmen vom Vortag gegen sie ins Treffen geführt wird. Lia nimmt eine Pistole aus dem Schrank und läuft zu Alfred und erschießt ihn vor den Augen seiner Mutter, nachdem sie diese als Kupplerin beschimpft hat. Durch den Tod gehöre Alfred nun immer ihr, findet Lia, schließlich sei sie die einzige gewesen, die ihn wirklich geliebt habe.

## Entstehung

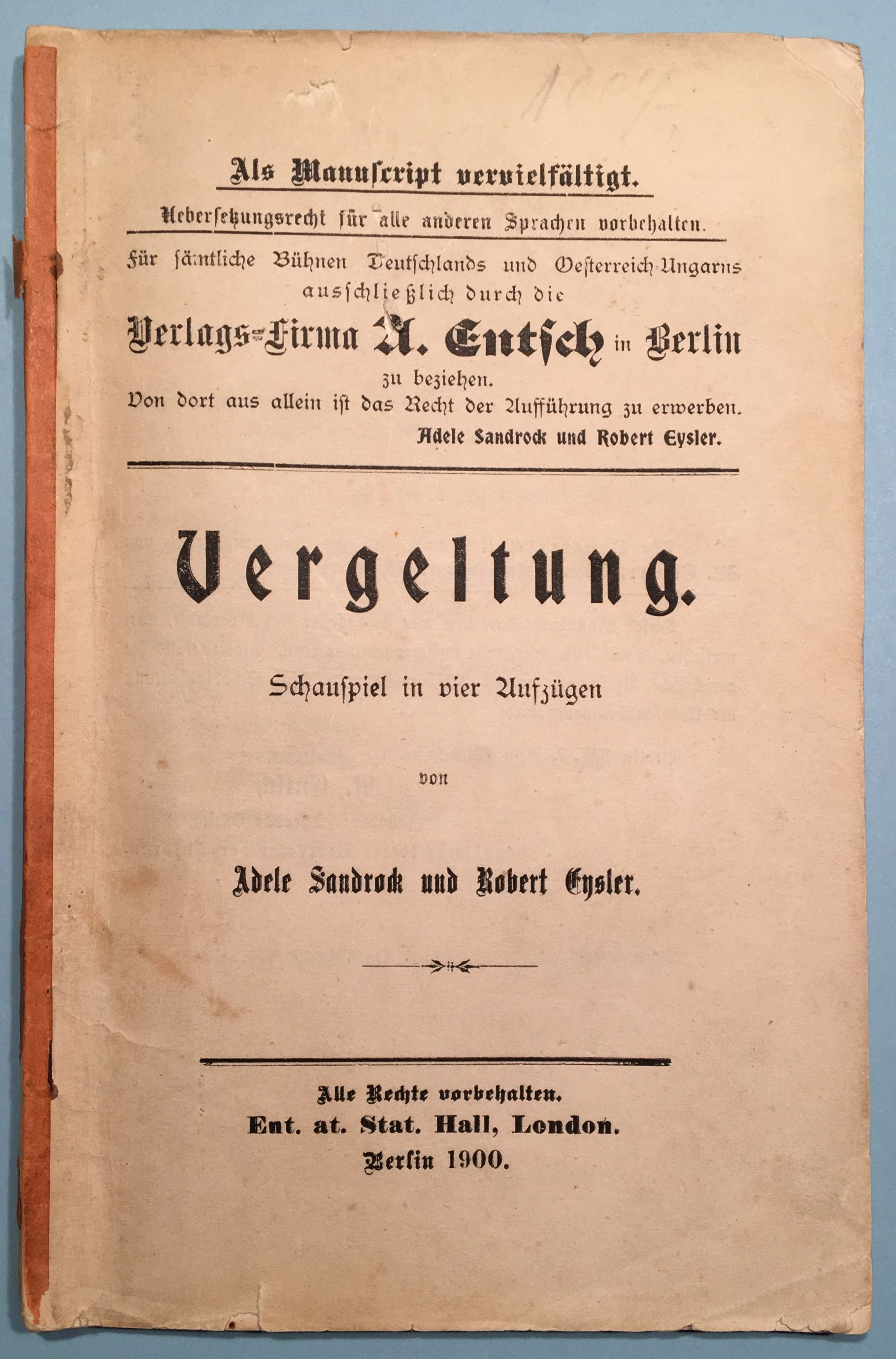
Titelseite des Manuskriptdrucks 1900.

Bislang ist nichts zur Entstehung bekannt. Auch das gedruckte Manuskript ist äußerst rar und lässt sich zwar in Privatbesitz, nicht aber in einem öffentlichen Archiv nachweisen. In einem Brief an Roda Roda schreibt Sandrock am 15. Mai 1904: „Ihr aufrichtiges Urtheil hat mich nun veranlasst endgültig mit der Idee abzuschließen das elende Machwerk jemals noch an das Tageslicht zu fördern und so hat die Vergeltung, aus ihrem Munde, aus ihrer Feder das Schicksal der Vernichtung erreicht.“

## Kritik
Das Stück hat einen schematischen Figurenaufbau: beide Hauptfiguren, die das Liebespaar bilden, stehen jeweils in direkter Auseinandersetzung mit ihrer Mutter, die stets nur ihre eigenen Interessen verfolgen und dafür das Kind einsetzen wollen. Die Nebenhandlung mit dem Schriftsteller bleibt fragmentarisch, ihre Bedeutung für das Stück offen. Es bietet sich an, den Titel auf die – für Adele Sandrock unerfreulich zu Ende gegangene Beziehung mit Arthur Schnitzler zu beziehen. Dieser hat die Schauspielerin im Einakter Halbzwei (1894) und im Dialog zwischen der Schauspielerin und dem Dichter im Reigen (1900) porträtiert. In Hinblick auf Vergeltung ist aber vor allem der Einakter Das Haus Delorme interessant, in der ebenfalls eine Mutter im Austausch mit ihrer Schauspielertochter geschildert wird. Hinweise, dass es sich um einen Schlüsseltext handeln könnte, sind sporadisch vorhanden. Eventuell in der Figur des Mayer, der sein vieraktiges Stück nur durch die Schauspielerin zum Erfolg bringen kann. Das ließe sich als Parallele zur Liebelei auffassen, mit der Schnitzler seinen ersten großen Erfolg hatte und das nicht zuletzt durch die Sandrock, die die Christine spielte; aber auch das wäre keine akkurate Darstellung der tatsächlichen Vorgänge, da das Stück schon vor dem Engagement der Sandrock für das Burgtheater angenommen war.
Bei der nur in der Rede vorkommenden Figur der Schauspielerin „Maltner“ dürfte es sich um einen Seitenhieb auf Charlotte Wolter handeln, die mit einem Grafen O’Sullivan verheiratet war.